# Eglisau
Eglisau är en ort och kommun i distriktet Bülach i kantonen Zürich, Schweiz. Kommunen har 5 667 invånare (2023).
Orten Eglisau ligger vid Rhen med den gamla stadskärnan på den norra sidan floden och ortsdelen Seglingen med Eglisaus järnvägsstation på den södra sidan. I kommunen finns även orten Tössriederen.